# Gimel (Švýcarsko)
Gimel je obec na jihozápadě Švýcarska, v okrese Morges v kantonu Vaud. Žije zde přibližně 2 200 obyvatel.

## Geografie

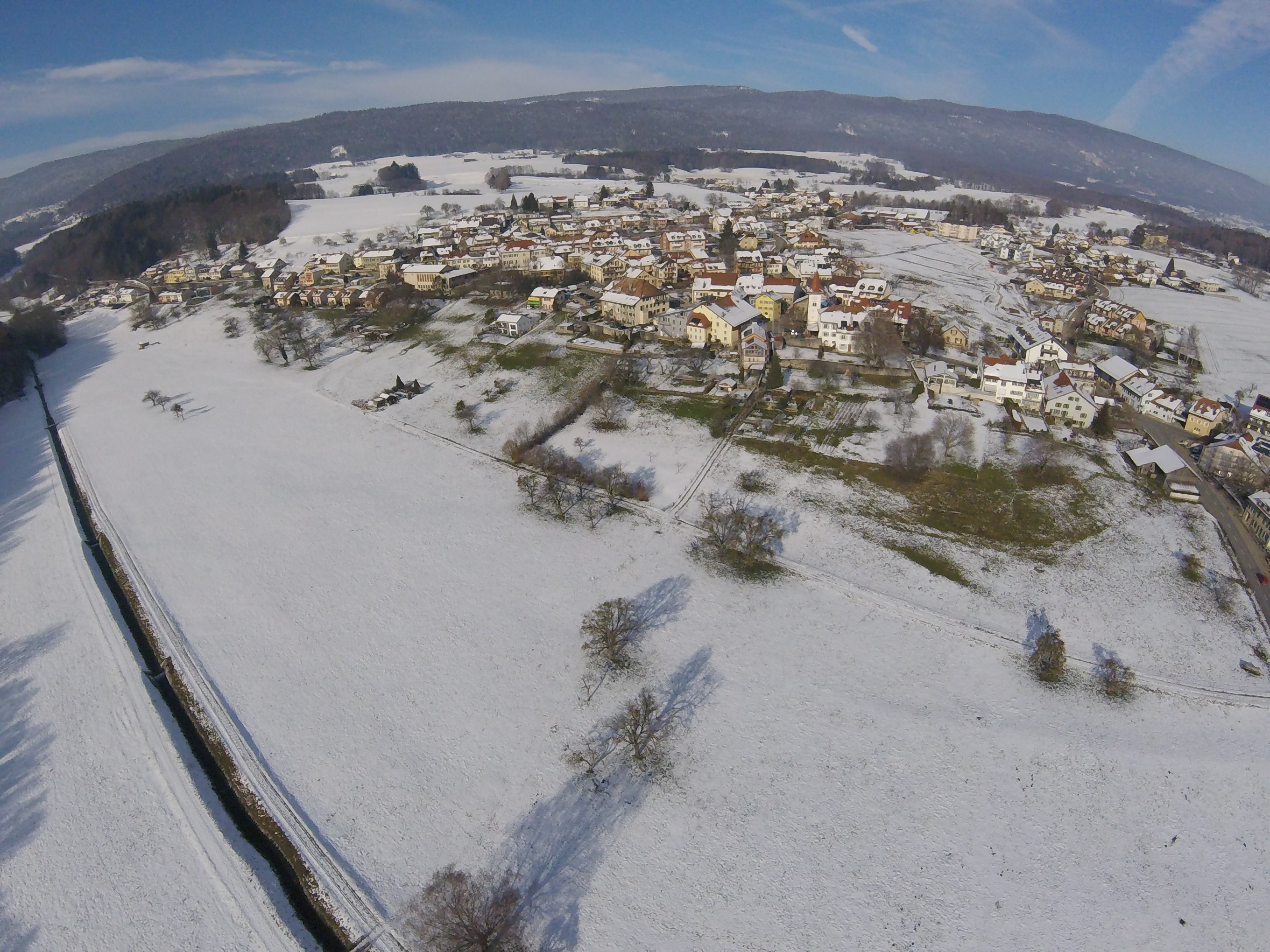
Pohled na obec v zimě

Gimel leží v nadmořské výšce 730 m, vzdušnou čarou 16 km západně od okresního města Morges. Kompaktní obec se nachází na mírné vyvýšenině nad údolím Saubrette, na jižním úpatí Jury a na jurské náhorní plošině před ní.
Území obce o rozloze 18,9 km² pokrývá část jižního svahu Jury a Vaudského Jury. Jižní část obce zaujímá údolí Saubrette, přítoku Aubonne. Na úplném jihu území zahrnuje malou část úpatí Jury s pohořím Bois des Ursins a potokem Ruisseau des Rotières (který částečně tvoří jižní hranici). Gimelu patří také malá část údolí Prévondavaux, které kdysi sloužilo jako odvod tající vody pro Rhonský ledovec. Na severu se území obce rozprostírá přes Mont Chaubert (1090 m n. m.), zalesněný kopec před Jurou, a hustě zalesněné prameny řeky Toleure až po hřeben antiklinály masivu Mont-Tendre. Severní hranice vede podél průsmyku Col du Marchairuz a přes pohoří Monts de Bière, kde se nachází nejvyšší bod Gimelu s nadmořskou výškou 1490 metrů. Jedinou větší lesní mýtinou na hřebeni je Pré d’Aubonne, typická jurská vysokohorská pastvina s jednotlivě nebo ve skupinách stojícími smrky. V roce 1997 tvořila 5 % rozlohy obce zastavěná plocha, 62 % lesy a lesní porosty, 32 % zemědělství a necelé 1 % neproduktivní půda.
Gimel zahrnuje vesnice La Rosière (731 m n. m.), Sept-Fontaines (741 m n. m.) a Bauloz (840 m n. m.), které se nacházejí na svazích Mont Chaubert, a četné jednotlivé farmy. Sousedními obcemi jsou Bière, Saubraz, Aubonne, Essertines-sur-Rolle, Saint-Oyens, Longirod, Saint-George a Le Chenit.

## Historie
Gimel má velmi dlouhou tradicí osídlení. V obci byly nalezeny neolitické mísovité kameny, stopy z doby bronzové, hroby z doby železné a pozůstatky římského sídliště. První písemná zmínka o obci pochází z roku 979 a nese název Gemella. Později se objevily názvy Gimellis (1051), Gemes (1139), Gimelz (1172), Gimez (1265), Gemels (1285), Gemello (1299) a Gymelz (1494). Název místa je odvozen od latinského slova gemella (dvojče).
Ve středověku vlastnilo rozsáhlé pozemky v obci Gimel nejprve opatství Saint-Maurice a poté klášter Romainmôtier. V roce 1357 přešla obec pravděpodobně do vlastnictví pánů z Aubonne. Po dobytí Vaudu Bernem v roce 1536 sdílel Gimel osudy Aubonne a v roce 1701 se stal součástí aubonnského panství. Po pádu Staré konfederace patřila obec v letech 1798–1803 v období helvétského soustátí ke kantonu Léman, který byl poté po vstupu v platnost Ústavy o zprostředkování sloučen s kantonem Vaud. V roce 1798 byla obec přiřazena k okresu Morges.
V 19. století se Gimel po objevení alkalického pramene vyvinul v lázeňské a rekreační letovisko. To také vedlo k rozvoji dvou elektrických železnic z Rolle a Aubonne.

## Obyvatelstvo
| Rok            | 1850 | 1900 | 1910 | 1930 | 1950 | 1960 | 1970 | 1980 | 1990 | 2000 |
| Počet obyvatel | 820  | 797  | 755  | 954  | 1028 | 1091 | 1205 | 1176 | 1447 | 1449 |

Z celkového počtu obyvatel je 88,7 % francouzsky mluvících, 2,7 % německy mluvících a 2,4 % italsky mluvících (údaj z roku 2000). V roce 1850 žilo v Gimelu celkem 820 obyvatel a v roce 1900 797 obyvatel. Od té doby dochází k neustálému nárůstu počtu obyvatel.

## Hospodářství
Až do začátku 20. století byl Gimel vesnicí, která se vyznačovala převážně zemědělstvím. Dnes hraje zemědělství jako zdroj obživy obyvatel jen menší roli. Na zemědělské půdě na úpatí Jury převažuje orná půda, zatímco ve vyšších polohách je provozován chov skotu a mlékárenství. Vzhledem k velké rozloze lesů má význam také lesnictví. Další pracovní příležitosti jsou k dispozici v místním obchodě (řemeslné podniky) a ve službách. V posledních desetiletích se obec rozvinula v rezidenční obec. Mnoho pracujících proto dojíždí za prací do větších měst podél Ženevského jezera. Dalším významným zaměstnavatelem je psychiatrická nemocnice Hôpital psychogériatrique de Gimel, kde se o 80 pacientů stará 110 zaměstnanců.

## Doprava
Obec má dobré dopravní spojení. Leží na hlavní silnici vedoucí z Aubonne přes Gimel přes Col du Marchairuz do údolí Vallée de Joux. Gimel je spojen s městy u Ženevského jezera postbusovými linkami do Nyonu, Rolle a Aubonne, další postbusová linka vede přes Bière do L’Isle.
V první polovině 20. století byl Gimel konečnou stanicí elektrické meziměstské železnice Rolle – Gimel (RG, v provozu v letech 1898–1938) a Allaman – Aubonne – Gimel (AAG, v provozu v letech 1898–1950).